# LibrePlanet
LibrePlanet (「自由な地球」の意) は、 FSFによって創立および運営されているコミュニティプロジェクトである。LibrePlanetの目的は、プロモーションのある世界中のや地域ごとの自由ソフトウェアの推進団体同士で毎年国際会議を行うことである。 

## 歴史
このプロジェクトは、FSFに関連するメンバーの集まりと地理的なグループに編成する意志で2006年に生まれた。wikiは、地元の草の根の協力モードでの自由ソフトウェア運動に参加したい人々のための主要なポータルとして機能している。 

## LibrePlanetカンファレンス
このカンファレンスは、マサチューセッツ州ボストンまたはその周辺のFSFによって毎年開催され、財団スタッフとコミュニティボランティアによるしてスタッフが運営している。この会議は、毎年同時期に開催されていたFSF年次メンバー会議（AMM）の代わりとなっている。 
各カンファレンスごとに独自のテーマとWebサイトがある。このイベントには通常、FSFの元総裁、リチャード・ストールマン 、FSFのエグゼクティブディレクター、 ウィリアム・サリバン氏のほか、より幅広い自由ソフトウェアコミュニティのメンバーからのスピーチが含まれる。 

### 歴史
- エドワード・スノーデンが、2016年の大会で講演した。[3][4][5]
- LibrePlanet 2020 3月13〜15日: COVID-19の流行により会場でのカンファレンスはキャンセルされ、代わりにネットでの会議とライブストリーミングが開催された[6]。